# Майское (Красноярский край)
Ма́йское — посёлок в Енисейском районе Красноярского края на реке Сым. Образует сельское поселение Майский сельсовет.
Основан в 1956 году. Расположен в 410 км от районного центра. Население — 762 человека.
Предприятия: Майский лесопункт (основное направление — экспорт леса за рубеж), Майское отделение Нижне-Енисейского лесхоза.
Организации и учреждения: Майская средняя школа № 15, аэропорт.
Население, не занятое на производстве, занимается в основном охотой и рыбной ловлей, сбором ягод и грибов (сезонная работа), у каждого второго есть техника: мотоциклы, снегоходы или машина. Малая часть населения села — староверы.

## Население
| 2010 | 2012 | 2013 | 2014 | 2015 | 2016 | 2017 |
| ---- | ---- | ---- | ---- | ---- | ---- | ---- |
| 565  | ↘541 | ↘524 | ↘522 | ↘518 | ↘502 | ↗505 |